# کراسنویاروو (شهرستان ایلیشفسکی، باشقیرستان)
کراسنویاروو (انگلیسی: Krasnoyarovo, Ilishevsky District, Republic of Bashkortostan)  یک شهرک در شهرستان ایلیشفسکی استان باشقیرستان کشور روسیه است.